# Moulin du Saut
Le moulin du Saut est un moulin à eau en ruine situé sur l'Alzou, dans le département français du Lot, sur le territoire de la commune de Gramat à quelques kilomètres du village de Lauzou. Le Sentier de Grande randonnée GR6 le traverse.

## Historique
Les bases seraient du XIIIe ou XIVe siècles. Selon le Chanoine Albe, Hugues d'Aigrefeuille, seigneur de Gramat, arrenta (donna à bail) en 1442 le tènement (terre seigneuriale) du Saut pour y construire un moulin, qui fut bâti par Hugues Tarnier et cédé en 1473 à Pierre Paul, marchand de Rocamadour.
En 1577, le moulin est en ruine. Il est reconstruit entre 1736 et 1739 pour 40 000 livres (une fortune pour l'époque) par Antoine Raymond de Fouilhac, baron de Gramat. Selon Eusèbe Girault de Saint-Fargeau il comportait 4 paires de meules mues par les eaux de l'Alzou canalisées via trois conduits.
Passé après la révolution entre plusieurs propriétaires privés successifs, il a fonctionné jusqu'à la première guerre mondiale, pendant laquelle le meunier fut mobilisé.
Il est acheté, en 1924, par un industriel de Périgueux qui le transforme en usine de production d'électricité d'un rendement modeste. En 1925, un incendie le ruine totalement.
Il est aujourd'hui propriété de la ville de Gramat qui l'a confié, par bail emphytéotique, à l'Association des Amis du moulin du Saut et de la vallée de l'Alzou qui en assure l'entretien et la sauvegarde. Des interprétations maladroites et l'absence de maitrise d’œuvre qualifiée ont malheureusement conduit à la dénaturation partielle des annexes du moulin (granges : étables).
Le moulin a fait l'objet de travaux de confortement et de mise en sécurité dans le cadre de la politique Espace naturel sensible conduite par le Département du Lot qui a aussi pour objet de gérer et préserver les habitats naturels remarquables qui entourent le site.

## Description

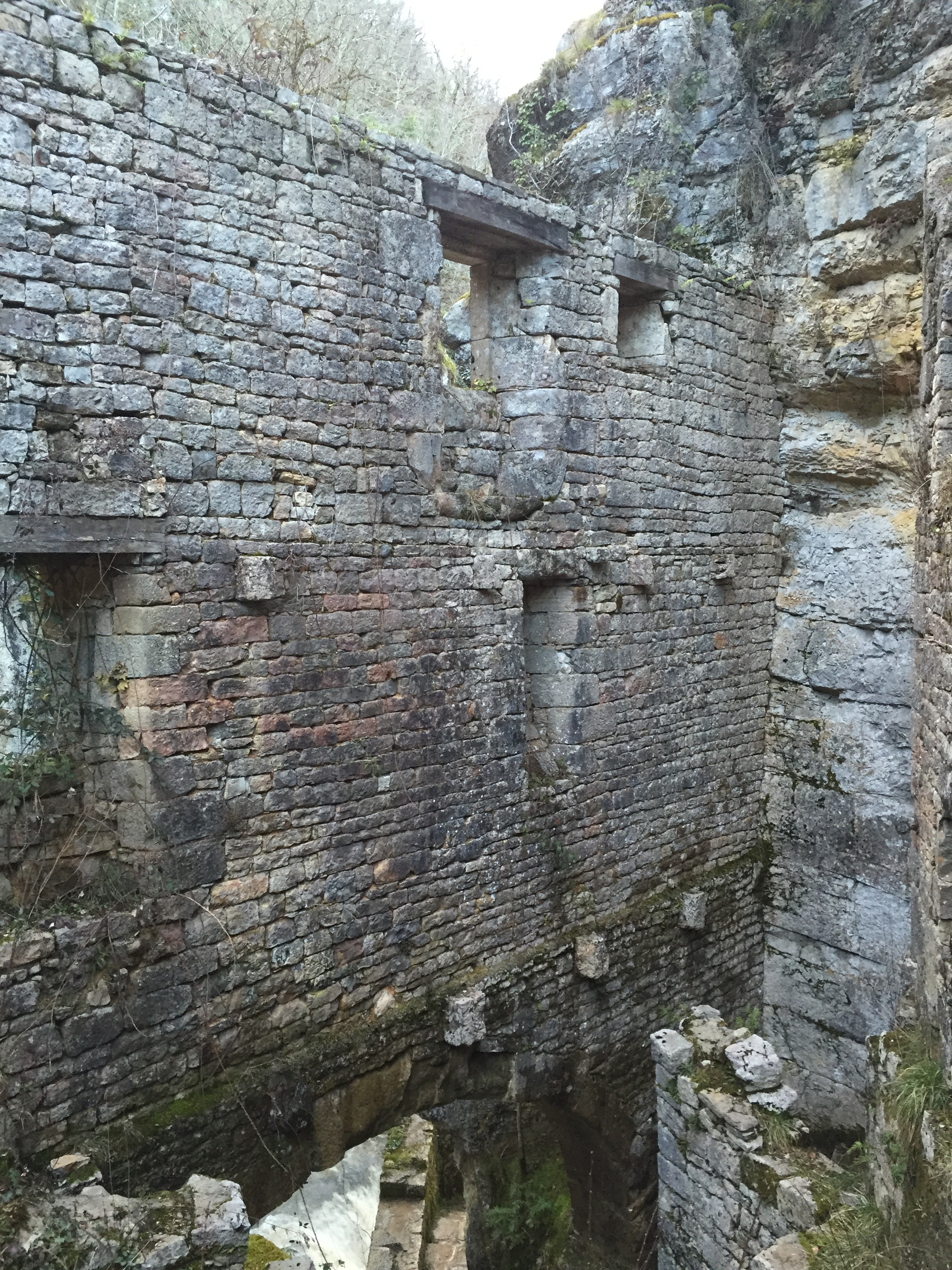
Mur pignon au-dessus de l'Alzou

Le moulin est construit en pierre de taille sur le cours de l'Alzou, dans un lieu particulièrement isolé. Il s'appuie sur la paroi rocheuse qui le surplombe et qui constitue son quatrième mur. Au printemps les eaux de l'Alzou, pratiquement à sec en été, se gonflent pour former une cascade d'une dizaine de mètres de hauteur en contrebas du moulin.

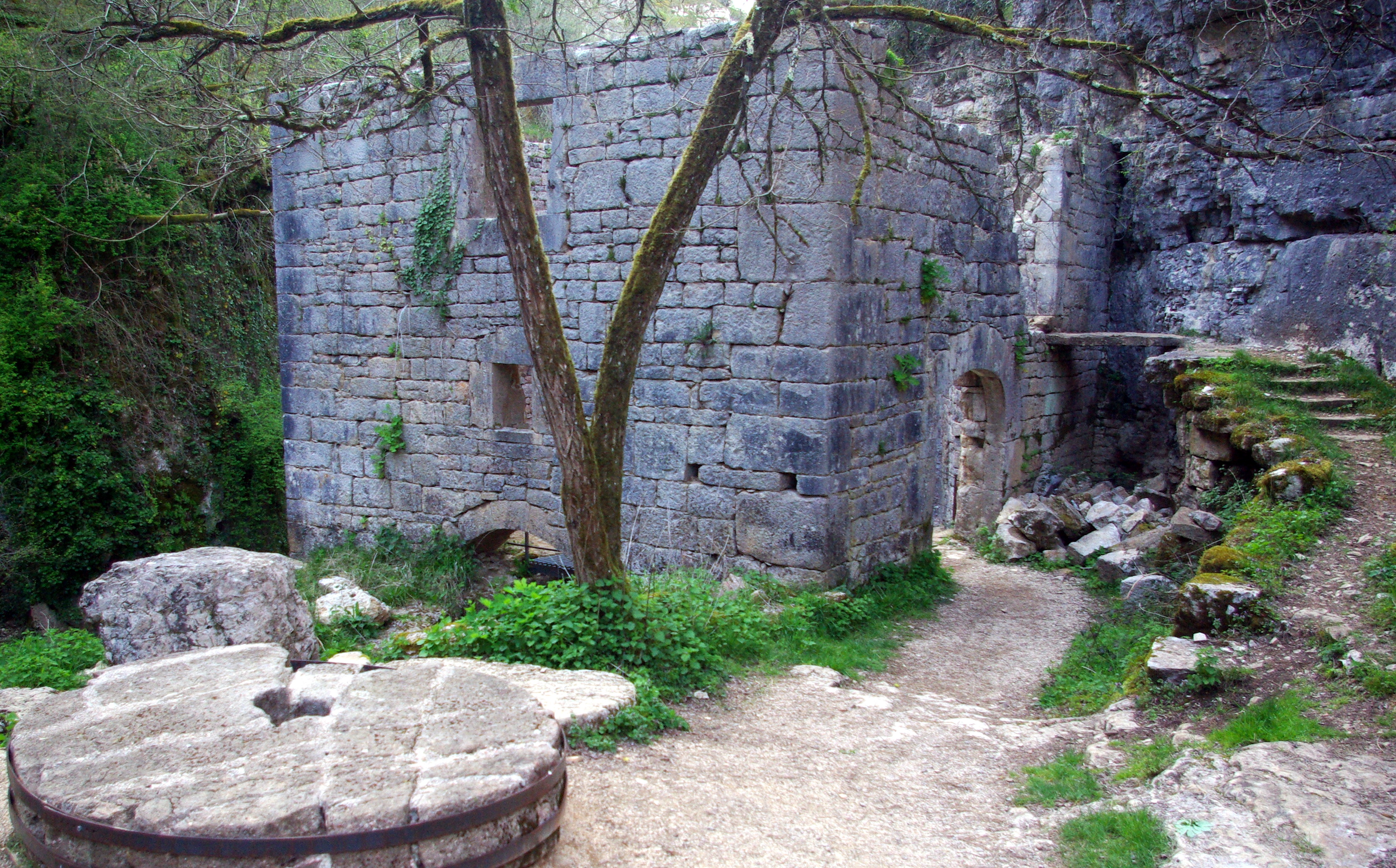
L'entrée du moulin

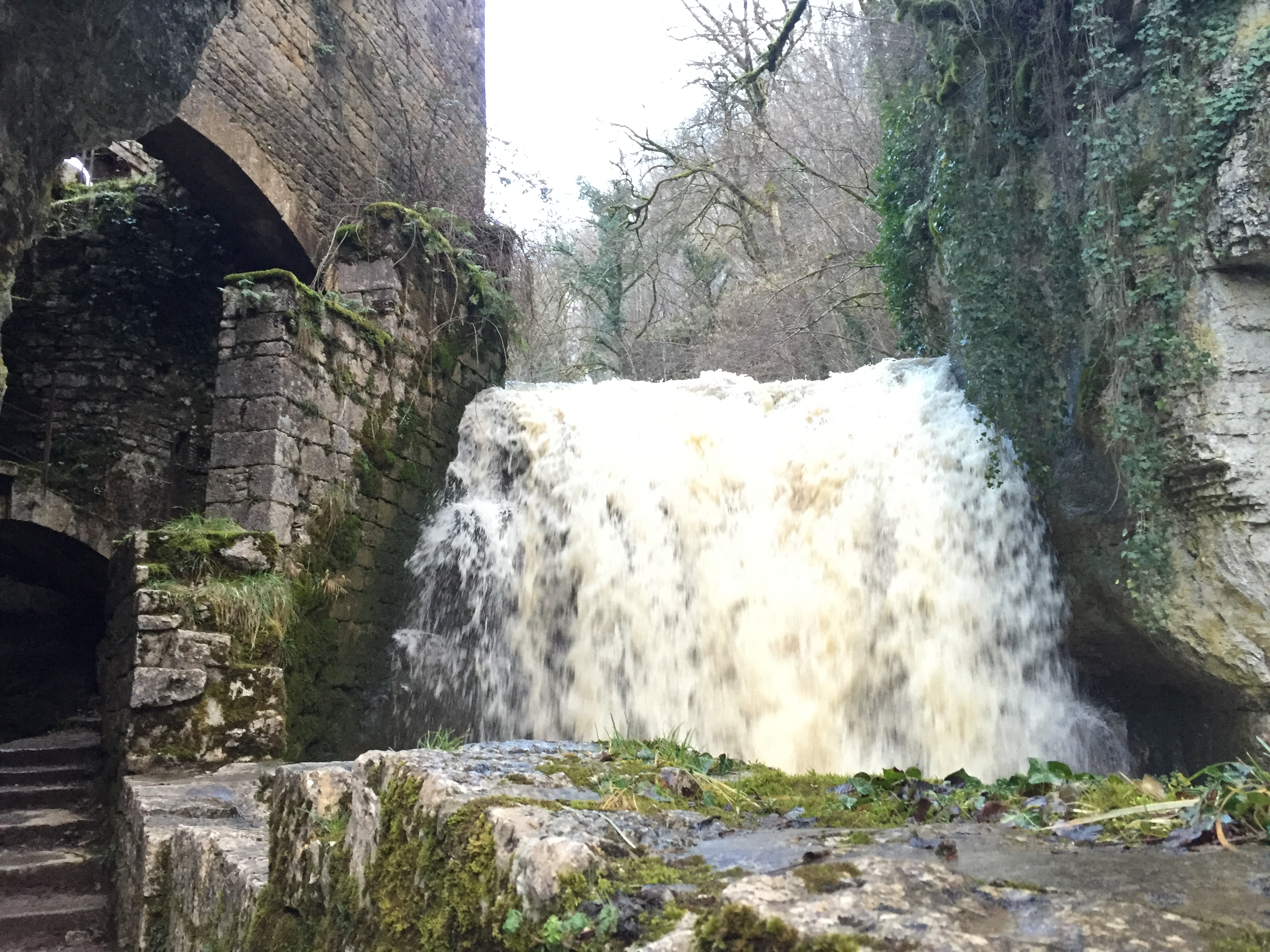
La cascade en contrebas du moulin